# Kiss Lajos (apátkanonok)
Kiss Lajos (Szekszárd, 1874. december 2. – Pécs, 1944. szeptember) magyar római katolikus pap, apátkanonok, kormányfőtanácsos, felsőházi tag.

## Élete
Római katolikus családban született. A középiskolát Pécsett végezte, majd ugyanott, a püspöki hittudományi főiskolán folytatta tanulmányait. 1897-ben szentelték pappá a pécsi bazilikában. Hat esztendei segédlelkészi szolgálat után 1903-ban a pécsi székesegyház karkáplánja lett, 1906-ban gróf Zichy Gyula püspök kinevezte sekrestyeigazgatóvá és ugyanakkor a püspöki tanítónőképző hittanára is lett.
1913-ban a pécsi egyházmegye egyik nagy plébániájára, Dunaszekcsőre került át, annak vezetőjeként. 1920-ban a püspöke egyházkerületi tanfelügyelővé is kinevezte, nem sokkal később pedig a mohácsi kerület esperese lett. Dunaszekcsőről 1926 szeptemberében került a szekszárdi belvárosi plébánia élére – mint az ugyanakkor pécsi püspökké kinevezett Virág Ferenc utóda – és rövidesen a szekszárdi kerület esperese is lett.
A hitélet terén szerzett érdemeinek elismeréséül 1927-ben koroncói címzetes apáttá nevezték ki, közéleti tevékenységének jutalmául pedig Tolna vármegye 1931 januárjában felsőházi póttaggá választotta meg. Ugyanebben az évben Horthy Miklós kormányzótól kormányfőtanácsosi kinevezést is átvehetett.
Pécsett még leginkább csak a hitéleti munkában volt aktív, de 1913-tól közéleti működése is egyre élénkebb lett. A megelőző években Dunaszekcsőn igen fellazultak az erkölcsök – olyannyira, hogy a Pécsett tárgyalt súlyosabb bűnesetek jelentős százalékban onnan kerültek ki –, ám Kiss Lajos a személyisége erejével és szívós lelkipásztori munkájával két-három év alatt gyökeres változást tudott elérni a korábbi áldatlan állapotokat illetően. Papi áldozatosságát jellemzi, hogy a községéhez tartozó kiterjedt szigetvilág mintegy kétezer fős lakosságot is rendszeresen látogatta, még a legerősebb telek idején is.
Tagja volt Baranya vármegye törvényhatósági bizottságának és az állandó választmánynak. Szekszárdra kerülve korábbi pozícióitól megvált, de rövid idő alatt megszerezte szülővárosa és Tolna vármegye tiszteletét és megbecsülését, ezáltal már 1931 októberétől a megyét képviselhette a parlamenti felsőházban, ahova a főispánná kinevezett Perczel Béla helyébe léphetett. 1932-ben egy időre elvesztette mandátumát, de vármegyéje rövidesen újból megválasztotta. 1938 őszén a pécsi székeskáptalan tagja lett és amikor távozott Szekszárdról, Tolna vármegye törvényhatósági bizottsága örökös tagjává választották meg.